# Albert Weber
Albert Richard Berthold Weber (ur. 21 listopada 1888 w Berlinie, zm. 17 września 1940) – niemiecki piłkarz.

## Kariera klubowa
Grał w szeregach Vorwärts 90 Berlin od 1907 roku, klubu z którym wygrał rozgrywki Piłkarskiego Związku Brandenburgii w 1921 roku, osiągając tym samym finał niemieckiej ligi piłki nożnej w sezonie 1920/21. Ostatecznie berliński zespół przegrał z 1. FC Nürnberg. W 1927 roku jego klub łączy się z berlińskim FC Union 1892, dając początek klubowi Blau-Weiß 90 Berlin, w którym grał do 1930 roku.

## Kariera reprezentacyjna
Weber grał w trzech spotkaniach reprezentacji Niemiec. Wszystkie zostały rozegrane w 1912 roku. Wśród nich jest spotkanie rundy eliminacyjnej podczas Letnich Igrzysk Olimpijskich w Sztokholmie w 1912 roku przeciwko Austrii, w którym doznał kontuzji przy stanie 1:0 dla Niemiec i musiał opuścić boisko. Zastąpił go napastnik Willi Worpitzky, który wpuścił pięć goli i Austria wygrała 5:1.

## Chronologia występów w barwach narodowych
1. 5 maja 1912, St. Gallen, Szwajcaria – Niemcy 1-2, mecz towarzyski[5]
2. 29 czerwca 1912, Sztokholm, Austria – Niemcy 5-1, mecz eliminacyjny do IO 1912[4]
3. 6 października 1912, Kopenhaga, Dania – Niemcy 3-1, spotkanie towarzyskie[6].